# Thanasis Vengos
Thanasis Vengos (født Athanasios Vengos, maj 1926 i Pireus, Grækenland, død 3. maj 2011), også kendt som Thanassis Veggos, var en græsk skuespiller og instruktør.
Han debuterede som skuespiller i 1952. Hans første store rolle var i 1962 med den græske film Psila TA heria Hitler (Hands Up, Hitler). Han samarbejdede ofte med den kende græske instruktør Giorgos Lazaridis.
En dokumentar om hans liv og arbejde med en titel, som kan oversættes til A Man for All Seasons (en mand for alle årstider), blev lavet i 2004. Han levede i eksil i Grækenland mellem 1948 og 1950 af politiske grunde. Veggos var gift og far til to børn. Han døde den 3. maj 2011 klokken 07:10 efter at have været indlagt på et hospital i Athen siden den 18. december 2010.